# Бернар Дадьє
Бернар Дадьє (Bernard Dadié, повне ім'я — Bernard Binlin Dadié, також Бернар Буа Дадьє; *1916, Асіні, біля Абіджану) — письменник, драматург і фольклорист Берега Слонової Кістки, пише французькою мовою. Також екс-чиновник, з 1957 року займав важливі посади у держсекторі, зокрема пост міністра культури в івуарійському уряді (1977—1986).

## Біографія
Бернар Дадьє працював на французький уряд в Дакарі (Сенегал). Після повернення на батьківщину в 1947 році, став учасником івуарійського руху за незалежність, зокрема долучився до партії Демократичне об'єднання Африки. Декілька разів утримувався у в'язниці, де написані його ранні революційні вірші («Африка на весь зріст», 1950).
Згодом Дадьє опублікував «Африканські легенди» (1954), книгу казок «Чорна пов'язка» (1955) і автобіографічний роман «Клемб'є» (1956, перекладено українською 1962 року).
Перед здобуттям Кот-д'Івуаром незалежності в 1960 році, Бернар Дадьє протягом 16 місяців сидів у в'язниці за участь у демонстраціях проти французького колоніального уряду.
У своїй творчості Бернар Дадьє, під впливом його дитячого досвіду від колоніалізму, намагався пов'язати традиційний африканський фольклор із сучасним світом. У творах письменника превалюючими є ідеї гуманізму і прагнення до рівності і незалежності африканців та їхньої культури.
Романи Дадьє «Негр в Парижі» (1959) і «Нью-Йоркський хазяїн» (1964) присвячені загальноцивілізаційним проблемам. У збірках зрілих віршів автора «Низка днів» (1956) і особливо «Люди всіх континентів» (1967) переважає інтернаціональна тематика.
Серед івуарійських казок, Дадьє зокрема обробив цикл оповідок про павука Анансі.
1958 року українською в перекладі та обробці В. Пащенка вийшла книга «Павук Ананзе», що містила окремі казки Дадьє з його «Африканських легенд», а 1962 року в перекладі С. Дроб'язка світ побачив роман «Клемб'є».